# SKD (Band)
SKD (für „Sonderkommando Dirlewanger“) war eine 2005 in Gotha gegründete Rechtsrock-Band, die dem nationalsozialistischen, rechtsextremen Spektrum zuzuordnen ist.

## Bandgeschichte
Die Bandmitglieder spielten schon vorher in einschlägigen Rechtsrock-Gruppen aus Thüringen wie Blutstahl, Kampfgeschwader und Bataillon. Obwohl die Band als Projekt schon von etwa 1995 an existierte, erfolgten die ersten Aktivitäten erst 2005 mit einem Konzert am 14. Januar 2005 in Saalfeld. Am 11. Juni 2005 spielte die Gruppe im Anschluss an das Fest der Völker in Jena auf einem Konzert in einer konspirativ angemieteten Halle neben Brigade M aus den Niederlanden und Skuld aus Eisfeld. Am 30. Juli 2005 sollte die Gruppe wieder auftreten, doch das Konzert wurde im Vorfeld durch die Polizei aufgelöst. Obwohl auch danach einige Auftritte unterbunden wurden, folgten weitere Konzerte in Gotha und Umgebung, aber auch in anderen Bundesländern, wie dem Saarland, Rheinland-Pfalz, Niedersachsen und Sachsen.
Vor einem Auftritt in Bayern wurde der damalige Sänger wegen eines körperlichen Übergriffs, laut Gruppe auf „einen asiatischen Mitbürger“, festgenommen und in Untersuchungshaft gesteckt. Die Band trat mit Unterstützung des Blutstahl-Sängers Sebastian Färber dennoch auf und coverte Stücke der rechtsextremen Gruppen Landser und Skrewdriver. Das Konzert mit etwa 400 Besuchern war von der örtlichen NPD angemeldet worden. Ein Journalist dokumentierte das Konzert, auf dem mehrmals der Hitlergruß gezeigt wurde und nahezu alle Lieder gegen das deutsche Strafrecht verstießen. Ein Mitschnitt des Konzertes wurde unter dem Titel SKD und Blutstahl Live on Tour 2006 veröffentlicht. Blutstahl distanzierten sich später von der Veröffentlichung der CD.
2007 erschien eine Split-CD mit Project Germanic Friendship (ein Projekt mit Mitgliedern der schwedischen Bands Asynja und Ferox und einem Mitglied von SKD) mit dem Titel Europa – Nation – Revolution. Die Texte beider Gruppen sind nationalistisch. Im gleichen Jahr kam die CD Vater des SKD-Projekts Allvater heraus. Das dem Black- und Viking Metal zuzuordnende Projekt bedient sich vornehmlich heidnischer und religionsfeindlicher Texte.
2008 wurde die CD Eisern und stolz veröffentlicht. Auf dem Cover sind ein Hakenkreuz und eine Walther P88 abgebildet. Einige Liedtexte handeln von der Verbundenheit zur deutschen Heimat und nationalsozialistischen Vergangenheit, andere dagegen rufen zu Hass und Gewalt gegen Ausländer, Juden und Linke auf. Eines der Lieder äußert sich lobend über den bewaffneten Kampf der Taliban. Eine Coverversion des Die-Ärzte-Liedes Zu spät mit verändertem Text ist ebenfalls enthalten. Die Bundesprüfstelle für jugendgefährdende Medien (BPjM) indizierte den Tonträger, der angeblich nur für den Verkauf im Ausland bestimmt war. Die Beschlagnahme folgte am 1. Dezember 2008.
Nach kurzen Auflösungsgerüchten auf Grund der Haftstrafe des Sängers und internen Streitigkeiten erschien 2009 das nächste Album Grüße von oben mit neuem Sänger.
Im Jahr 2012 nahm die Band mit 14 anderen Rechtsrock-Bands eine gemeinsame Solidaritäts-CD für Ralf Wohlleben auf.
2015 löste sich die Band auf.

## Ideologie
Der Bandname nimmt positiven Bezug auf den im Nationalsozialismus 1934 rechtskräftig verurteilten Kinderschänder Oskar Dirlewanger. Dirlewangers SS-Sonderkommando beging im Zweiten Weltkrieg an der Ostfront zahllose Kriegsverbrechen, beteiligte sich an Übergriffen auf jüdische Häftlinge in Konzentrationslagern und war an der Niederschlagung des Warschauer Aufstands beteiligt.
Die Band steht dem in Deutschland verbotenen Netzwerk Blood and Honour nahe und beteiligte sich an dem Sampler Blood & Honour – Voices of Solidarity 2 unter anderem mit dem Titel Führer Adolf.

## Diskografie
- 1995–2005: diverse Demos, indiziert ist die Demo-CD Volkssturm, sowie zwei weitere, unbetitelte Demos
- 2005: Sonderkommando Dirlewanger & Blutstahl – Wer sich nicht wehrt, der lebt verkehrt (Livealbum, indiziert)
- 2007: Europa – Nation – Revolution (Split-CD mit PGF)
- 2008: Eisern & Stolz (indiziert und beschlagnahmt)
- 2009: Grüße von oben
- 2013: Brüder Schweigen (split-CD mit Ostfront)
- 2015: Heil Deutschland (enthält unveröffentlichtes Material und Liveaufnahmen, Abschieds-CD der Band, indiziert[10])